# Manigri
Manigri est l'un des quatre arrondissements de la commune de Bassila dans le département de la Donga au Bénin.

## Géographie
Manigri est situé au centre-ouest du Bénin et compte 4 villages que sont Igbere, Manigri Ikanni, Manigri Oke et Wannou.

## Démographie
Selon le recensement de la population de 2013 conduit par l'Institut national de la statistique et de l'analyse économique (INSAE), Manigri compte 26 409 habitants  .